# Zenkyoto

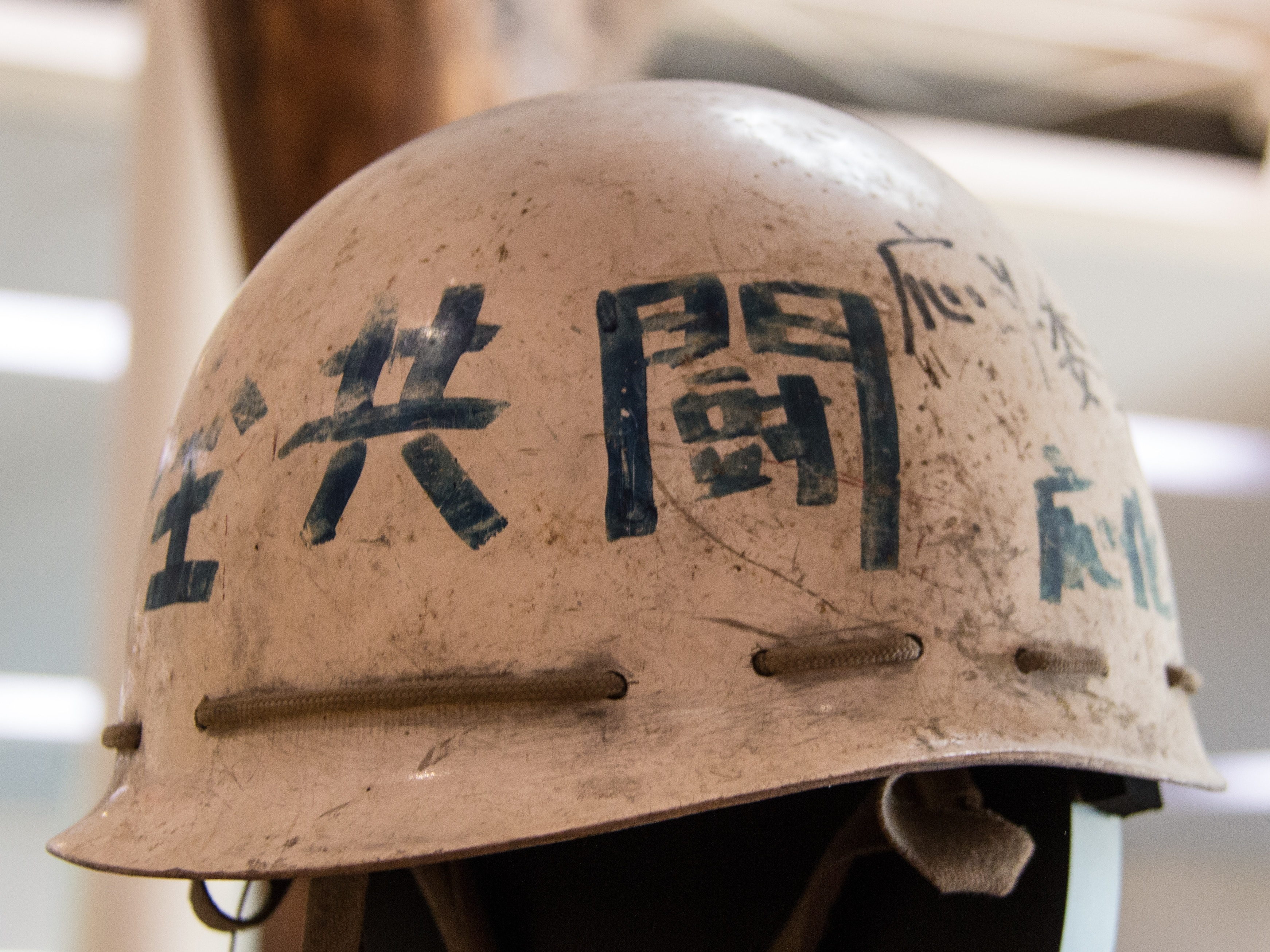
Een Zenkyoto-helm

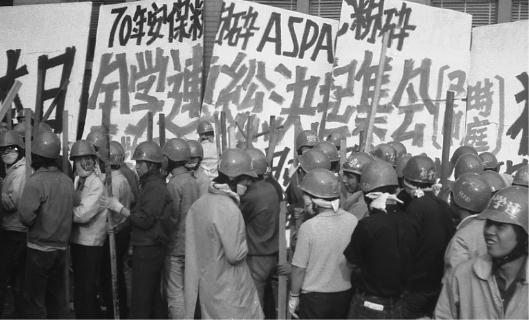
Japans studentenprotest in 1968

De Comité van Verenigde Campussen (Japans: 全学共闘会議; Zengaku kyōtō kaigi), algemeen bekend als de Zenkyoto, waren Japanse studentenorganisaties bestaande uit anti-regerings-, anti-Japanse Communistische Partij linkse, en niet-sektarische radicalen. De Zenkyoto werden opgericht om studenten te organiseren tijdens de Japanse universiteitsprotesten van 1968-69. In tegenstelling tot andere studentenorganisaties mochten afgestudeerde studenten en jonge docenten deelnemen. Actief in de late jaren zestig, was de Zenkyoto de drijvende kracht achter botsingen tussen Japanse studenten en de politie. Zenkyoto-groepen werden gedreven door vervreemding en een reactie op het "Amerikaanse imperialisme", het Japanse "monopoliekapitalisme" en het "Russische stalinisme".:517 Veel leden van de beweging waren echter niet-politiek en richtten zich meer op praktische en lokale kwesties.:73 Veel leden van de beweging richtten zich op nihilisme, humanisme en existentialisme, wat de revolutie inspireerde.:107
Aangezien de afzonderlijke comités aan elke universiteit onafhankelijk waren opgericht, verschilden hun tijdschema, doel, organisatie en beleid. Van de Zenkyoto-groepen aan universiteiten zijn de Nihon-universiteit en de Universiteit van Tokio het meest bekend. De media meldden dat Zenkyoto-leden van de Universiteit van Tokio probeerden "colleges te ontmantelen". Bij hun protesten gooiden leden van de Universiteit van Tokio Zenkyoto stenen en "gebaruto bou" (ゲバルト棒, letterlijk geweld rod) stokken naar de politie. Sommigen zeggen dat de Universiteit van Tokio factie meer een massabeweging was dan een georganiseerde beweging waarin concrete ideeën en beleid werden uiteengezet. Het beleid van Zenkyoto kon meer uiteenlopen, afhankelijk van de verschillende universiteiten en individuen.

## Oorsprong
In 1948 werd de Zengakuren (全日本学生自治会総連合, letterlijk Alle Japanse Federatie van Verenigingen voor Zelfbestuur van Studenten) opgericht als een studentenorganisatie die dicht bij de Japanse Communistische Partij (JCP) stond. In 1960 braken de studenten van Zengakuren met de JCP over methodologische verschillen tijdens de Anpo-protesten. Hoewel sommige leden van Zengakuren zich uiteindelijk verzoenden met de JCP, keerden velen zich tegen de JCP, wat leidde tot een conflict tussen Zengakuren en de JCP. De Zengakuren zelf vielen uiteen in verschillende facties, die deelnamen aan de factiestrijd binnen de organisatie. Dit toenemende conflict tussen verschillende linkse groepen begon een cyclus van geweld die zou duren tot in de late jaren 1960. In 1962 leidde studentenonrust aan de Waseda-universiteit over de bouw van een nieuwe studentenhal tot de oprichting van de Waseda Zenkyoto, een voorloper van andere Zenkyoto. Voorgezeten door Akihiko Oguchi, een lid van de Shaseido Kaiho-ha, draaide de Waseda Zenkyoto uiteindelijk van het probleem van de studentenhal naar dat van een geplande verhoging van het collegegeld. De studenten voerden actie, wat leidde tot gevechten binnen de universiteit die in juni 1966 afnamen.:117

## Opvallende conflicten

### Nihon-universiteit
In mei 1968 werd op de Nihon-universiteit een demonstratie gehouden die de naam "200 Meter Demonstratie" kreeg als reactie op de geheimzinnigheid van de universiteitsautoriteiten over de uitgaven van 3400 miljoen yen.:107 Op 27 mei werd de Zenkyoto van de Nihon-universiteit gevormd door de leider Akehiro Akita. De Zenkyoto van de Nihon-universiteit omvatte anti-communistische en niet-sektarische radicalen. In antwoord op de eisen van de studenten hielden de universiteitsautoriteiten op 30 september een conferentie in het Ryogoku Auditorium om te onderhandelen. De conferentie werd bijgewoond door maar liefst 35.000 studenten. Na 12 uur onderhandelen accepteerden de autoriteiten de eisen van de studenten, alle betrokken universiteitsbestuurders zouden aftreden. Maar na de onderhandelingen verklaarde de Japanse premier Eisaku Sato dat "massale collectieve onderhandelingen niet in overeenstemming zijn met het gezond verstand" en de autoriteiten trokken hun beloften aan de studenten in.